# Dominika Brzeska
Dominika Brzeska (ur. 31 stycznia 2004) – polska kajakarka górska, medalistka mistrzostw świata.
Jest zawodniczką Startu Nowy Sącz.
W 2022 została wicemistrzynią świata juniorek w konkurencji K-1. W tym samym roku została brązową medalistą mistrzostw świata seniorek w konkurencji K-1 x 3 oraz brązową medalistką mistrzostw Europy seniorek w tej samej konkurencji (w obu startach z Klaudią Zwolińską i Natalią Pacierpnik). Na mistrzostwach świata w 2023 zajęła w tej samej konkurencji 7. miejsce.